# Primer plat
El primer plat és, en la cultura dels Països Catalans, el primer dels dos plats o serveis que se serveixen en un àpat complet tradicional. Sol estar compost d'una sopa, verdura, llegums, pasta o arròs. Al primer plat el sol seguir un segon plat, que habitualment consta d'una part majoritàriament de proteïna (carn, peix, ou, etc.) i d'una guarnició a base de verdura o hidrats de carboni. Finalment, un àpat (dinar o sopar, l'esmorzar i el berenar són diferents), acaba amb unes postres, que poden ser fruita, gelat o un dolç.
En altres cultures això és diferent. Pot ser que hi hagi molts plats servits alhora o sense cap ordre, o que se'n mengi només un, que ja ho conté tot, o que el primer plat sigui en realitat un aperitiu o una entrada, seguida d'un plat fort. Etc.